# 이지현 (1992년)
이지현(李志賢, 1992년 9월 30일~)은 대한민국의 바둑 기사이다. 2010년 프로로 입단했다.

## 약력
- 2009년 BC카드배에서 아마추어 신분으로 32강 진출
- 2010년 연구생 내신 1위로 입단, olleh배 본선
- 2011년 제55기 국수전 본선, 2단 승단, 천원전 4강
- 2012년 3단 승단, 천원전 8강
- 2013년 4단 승단
- 2014년 한국바둑리그 감투상(티브로드 소속)
- 2020년 제21기 맥심커피배 입신최강전 우승